# Melinda Kistétényi
Dans le nom hongrois Kistétényi Melinda, le nom de famille précède le prénom, mais cet article utilise l’ordre habituel en français Melinda Kistétényi, où le prénom précède le nom.
Melinda Kistétényi, née le 25 juillet 1926 à Budapest – morte le 20 octobre 1999 dans la même ville, est une organiste et compositrice hongroise célèbre pour ses improvisations. Elle a été professeur de musique à l’Académie de musique de Budapest pendant 53 ans. Parmi ses étudiants figurent András Schiff, Zoltán Kocsis, Iván Fischer, Dezső Ránki, Sylvia Sass, Xaver Varnus et Veronika Kincses (hu).

## Œuvres (sélection)
- Gyászének (avec Zoltán Kodály)
- Sonate pour trombone solo
- Plaisirs, doux vainqueurs
- A csábító
- Már nem hívlak, kérlek
- Csöndesedj, vígaszt nyerj
- Hiába várod
- I call you all to Woden's hall
- Piu non cerca libertá[2]